# Andrea Pierobon
Andrea Oreste Pierobon (Cittadella, 19 luglio 1969) è un allenatore di calcio ed ex calciatore italiano, di ruolo portiere, preparatore dei portieri del Cittadella. Detiene il record di giocatore più vecchio nell'intera storia del calcio professionistico italiano, avendo smesso di giocare a meno di due mesi dal suo quarantaseiesimo compleanno.
In carriera ha totalizzato complessivamente 111 presenze in Serie B, senza mai disputare gare in Serie A.

## Carriera

### Giocatore
Debutta giocando una gara in Interregionale, nella stagione 1987-1988, con la maglia del Cittadella, squadra nella quale milita nei due anni seguenti.
Stesso percorso con la maglia del Giorgione, ovvero due annate in Interregionale e la terza in Serie C2, disputando 100 gare.
Nelle quattro stagioni successive gioca con la Massese in Serie C1, nella Fidelis Andria in Serie B, col Treviso in Serie C2 e col Venezia in Serie B.
Nel 1997 si trasferisce alla Spal in Serie C2, conquistando alla prima stagione la promozione, rimanendo nella società ferrarese per altre sette stagioni consecutive in Serie C1, giocando 263 delle 272 partite disputate in quegli anni dalla squadra in campionato.
Nell'estate 2005 fa ritorno al Cittadella, squadra che lo aveva portato a giocare per la prima volta nel calcio professionistico, conquistando nel 2007-2008 la promozione in Serie B.
Nella stagione 2010-2011, dopo le negative prime partite di campionato, diventa il vice di Simone Villanova, mentre in quelle successive diventa il vice di Alex Cordaz.
Nella stagione 2013-2014 è titolare nella gara Avellino-Cittadella del 29 marzo 2014 (match terminato 1-0 per gli irpini) a 44 anni, 8 mesi e 10 giorni, diventando così il più vecchio giocatore nella storia delle Serie A e B; nella medesima stagione disputa altre due gare, parando anche un rigore a Nico Pulzetti del Siena.
Il 25 giugno 2014 annuncia di aver rinnovato il suo contratto con il Cittadella fino al 30 giugno 2015.
Scende in campo per la prima volta nella stagione 2014-2015 nella gara interna contro il Modena, terminata 1-1, e migliora via via il suo record di anzianità, giocando la sua ultima gara ufficiale a 45 anni, 10 mesi e 3 giorni, il 22 maggio 2015 contro il Perugia (0-2).
Il 1º luglio 2015, all'età di quasi 46 anni, annuncia il suo ritiro dal calcio giocato.

### Allenatore
Successivamente entra nello staff tecnico del Cittadella, con il ruolo di preparatore dei portieri.

## Statistiche

### Presenze e reti nei club
| Stagione          | Squadra           | Campionato        | Campionato | Campionato | Coppe nazionali | Coppe nazionali | Coppe nazionali | Coppe continentali | Coppe continentali | Coppe continentali | Altre coppe | Altre coppe | Altre coppe | Totale | Totale |
| Stagione          | Squadra           | Comp              | Pres       | Reti       | Comp            | Pres            | Reti            | Comp               | Pres               | Reti               | Comp        | Pres        | Reti        | Pres   | Reti   |
| ----------------- | ----------------- | ----------------- | ---------- | ---------- | --------------- | --------------- | --------------- | ------------------ | ------------------ | ------------------ | ----------- | ----------- | ----------- | ------ | ------ |
| 1987-1988         | Cittadella        | Int.              | 1          | -0         | CI-D            | -               | -               | -                  | -                  | -                  | -           | -           | -           | 1      | -0     |
| 1988-1989         | Cittadella        | Int.              | 2          | -0         | CI-D            | -               | -               | -                  | -                  | -                  | -           | -           | -           | 2      | -0     |
| 1989-1990         | Cittadella        | C2                | 7          | -12        | CI-C            | -               | -               | -                  | -                  | -                  | -           | -           | -           | 7      | -12    |
| 1990-1991         | Giorgione         | Int.              | 34         | -17        | CI-D            | -               | -               | -                  | -                  | -                  | -           | -           | -           | 34     | -17    |
| 1991-1992         | Giorgione         | Int               | 34         | -15        | CI-D            | -               | -               | -                  | -                  | -                  | -           | -           | -           | 34     | -15    |
| 1992-1993         | Giorgione         | C2                | 32         | -26        | CI-C            | -               | -               | -                  | -                  | -                  | -           | -           | -           | 32     | -26    |
| Totale Giorgione  | Totale Giorgione  | Totale Giorgione  | 100        | -58        |                 | -               | -               |                    | -                  | -                  |             | -           | -           | 100    | -58    |
| 1993-1994         | Massese           | C1                | 13         | -15        | CI-C            | -               | -               | -                  | -                  | -                  | -           | -           | -           | 13     | -15    |
| 1994-1995         | Fidelis Andria    | B                 | 11         | -13        | CI              | -               | -               | -                  | -                  | -                  | -           | -           | -           | 11     | -13    |
| 1995-1996         | Treviso           | C2                | 33         | -28        | CI-C            | -               | -               | -                  | -                  | -                  | -           | -           | -           | 33     | -28    |
| 1996-1997         | Venezia           | B                 | 14         | -22        | CI              | 1               | -0              | -                  | -                  | -                  | -           | -           | -           | 15     | -22    |
| 1997-1998         | SPAL              | C2                | 34         | -18        | CI-C            | -               | -               | -                  | -                  | -                  | -           | -           | -           | 34     | -18    |
| 1998-1999         | SPAL              | C1                | 33         | -25        | CI-C            | -               | -               | -                  | -                  | -                  | -           | -           | -           | 33     | -25    |
| 1999-2000         | SPAL              | C1                | 34         | -31        | CI+CI-C         | 1               | -0              | -                  | -                  | -                  | -           | -           | -           | 35     | -31    |
| 2000-2001         | SPAL              | C1                | 31         | -32        | CI-C            | -               | -               | -                  | -                  | -                  | -           | -           | -           | 31     | -32    |
| 2001-2002         | SPAL              | C1                | 32         | -44        | CI-C            | -               | -               | -                  | -                  | -                  | -           | -           | -           | 32     | -44    |
| 2002-2003         | SPAL              | C1                | 33         | -35        | CI-C            | -               | -               | -                  | -                  | -                  | -           | -           | -           | 33     | -35    |
| 2003-2004         | SPAL              | C1                | 33         | -27        | CI-C            | -               | -               | -                  | -                  | -                  | -           | -           | -           | 33     | -27    |
| 2004-2005         | SPAL              | C1                | 33         | -32        | CI-C            | -               | -               | -                  | -                  | -                  | -           | -           | -           | 33     | -32    |
| Totale SPAL       | Totale SPAL       | Totale SPAL       | 263        | -244       |                 | 1               | -0              |                    | -                  | -                  |             | -           | -           | 264    | -244   |
| 2005-2006         | Cittadella        | C1                | 31         | -29        | CI+CI-C         | 4+0             | -6+0            | -                  | -                  | -                  | -           | -           | -           | 35     | -35    |
| 2006-2007         | Cittadella        | C1                | 34         | -26        | CI+CI-C         | 1+0             | -2+0            | -                  | -                  | -                  | -           | -           | -           | 35     | -28    |
| 2007-2008         | Cittadella        | C1                | 33+4       | -32 + -3   | CI-C            | 1               | -1              | -                  | -                  | -                  | -           | -           | -           | 38     | -36    |
| 2008-2009         | Cittadella        | B                 | 30         | -28        | CI              | 0               | 0               | -                  | -                  | -                  | -           | -           | -           | 30     | -28    |
| 2009-2010         | Cittadella        | B                 | 17+2       | -12 + -1   | CI              | 1               | -1              | -                  | -                  | -                  | -           | -           | -           | 20     | -14    |
| 2010-2011         | Cittadella        | B                 | 10         | -17        | CI              | 2               | -1              | -                  | -                  | -                  | -           | -           | -           | 12     | -18    |
| 2011-2012         | Cittadella        | B                 | 3          | -4         | CI              | 0               | 0               | -                  | -                  | -                  | -           | -           | -           | 3      | -4     |
| 2012-2013         | Cittadella        | B                 | 3          | -7         | CI              | 1               | -3              | -                  | -                  | -                  | -           | -           | -           | 4      | -10    |
| 2013-2014         | Cittadella        | B                 | 3          | -2         | CI              | 0               | 0               | -                  | -                  | -                  | -           | -           | -           | 3      | -2     |
| 2014-2015         | Cittadella        | B                 | 20         | -21        | CI              | 0               | 0               | -                  | -                  | -                  | -           | -           | -           | 20     | -21    |
| Totale Cittadella | Totale Cittadella | Totale Cittadella | 194+6      | -190 + -4  |                 | 10              | -14             |                    | -                  | -                  |             | -           | -           | 210    | -208   |
| Totale carriera   | Totale carriera   | Totale carriera   | 628+6      | -570 + -4  |                 | 12              | -14             |                    | -                  | -                  |             | -           | -           | 646    | -588   |

### Record
- Giocatore più anziano ad aver disputato un incontro di Serie B e nei campionati professionistici italiani (45 anni, 10 mesi e 3 giorni).[10]

## Palmarès

### Club

#### Competizioni nazionali
- Campionato Italiano di Serie C2: 2

Treviso: 1995-1996
SPAL: 1997-1998
- Coppa Italia Serie C: 1

SPAL: 1998-1999
- Campionato Interregionale: 2

Cittadella: 1988-1989
Giorgione: 1991-1992